# Lijst van Synotaxidae
Deze pagina beschrijft alle soorten spinnen uit de familie der Synotaxidae.

## Calcarsynotaxus
Calcarsynotaxus Wunderlich, 1995
- Calcarsynotaxus benrobertsi Rix, Roberts & Harvey, 2009
- Calcarsynotaxus longipes Wunderlich, 1995

## Chileotaxus
Chileotaxus Platnick, 1990
- Chileotaxus sans Platnick, 1990

## Mangua
Mangua Forster, 1990
- Mangua caswell Forster, 1990
- Mangua convoluta Forster, 1990
- Mangua flora Forster, 1990
- Mangua forsteri (Brignoli, 1983)
- Mangua gunni Forster, 1990
- Mangua hughsoni Forster, 1990
- Mangua kapiti Forster, 1990
- Mangua makarora Forster, 1990
- Mangua medialis Forster, 1990
- Mangua oparara Forster, 1990
- Mangua otira Forster, 1990
- Mangua paringa Forster, 1990
- Mangua sana Forster, 1990
- Mangua secunda Forster, 1990

## Meringa
Meringa Forster, 1990
- Meringa australis Forster, 1990
- Meringa borealis Forster, 1990
- Meringa centralis Forster, 1990
- Meringa conway Forster, 1990
- Meringa hinaka Forster, 1990
- Meringa leith Forster, 1990
- Meringa nelson Forster, 1990
- Meringa otago Forster, 1990
- Meringa tetragyna Forster, 1990

## Microsynotaxus
Microsynotaxus Wunderlich, 2008
- Microsynotaxus calliope Wunderlich, 2008
- Microsynotaxus insolens Wunderlich, 2008

## Nomaua
Nomaua Forster, 1990
- Nomaua arborea Forster, 1990
- Nomaua cauda Forster, 1990
- Nomaua crinifrons (Urquhart, 1891)
- Nomaua nelson Forster, 1990
- Nomaua perdita Forster, 1990
- Nomaua rakiura Fitzgerald & Sirvid, 2009
- Nomaua repanga Fitzgerald & Sirvid, 2009
- Nomaua rimutaka Fitzgerald & Sirvid, 2009
- Nomaua taranga Fitzgerald & Sirvid, 2009
- Nomaua urquharti Fitzgerald & Sirvid, 2009
- Nomaua waikanae (Forster, 1990)
- Nomaua waikaremoana Forster, 1990

## Pahora
Pahora Forster, 1990
- Pahora cantuaria Forster, 1990
- Pahora graminicola Forster, 1990
- Pahora kaituna Forster, 1990
- Pahora media Forster, 1990
- Pahora montana Forster, 1990
- Pahora murihiku Forster, 1990
- Pahora rakiura Forster, 1990
- Pahora taranaki Forster, 1990
- Pahora wiltoni Forster, 1990

## Pahoroides
Pahoroides Forster, 1990
- Pahoroides courti Forster, 1990
- Pahoroides whangarei Forster, 1990

## Paratupua
Paratupua Platnick, 1990
- Paratupua grayi Platnick, 1990

## Physoglenes
Physoglenes Simon, 1904
- Physoglenes chepu Platnick, 1990
- Physoglenes lagos Platnick, 1990
- Physoglenes puyehue Platnick, 1990
- Physoglenes vivesi Simon, 1904

## Runga
Runga Forster, 1990
- Runga akaroa Forster, 1990
- Runga flora Forster, 1990
- Runga moana Forster, 1990
- Runga nina Forster, 1990
- Runga raroa Forster, 1990

## Synotaxus
Synotaxus Simon, 1895
- Synotaxus bonaldoi Santos & Rheims, 2005
- Synotaxus brescoviti Santos & Rheims, 2005
- Synotaxus ecuadorensis Exline, 1950
- Synotaxus itabaiana Santos & Rheims, 2005
- Synotaxus leticia Exline & Levi, 1965
- Synotaxus longicaudatus (Keyserling, 1891)
- Synotaxus monoceros (Caporiacco, 1947)
- Synotaxus siolii Santos & Rheims, 2005
- Synotaxus turbinatus Simon, 1895
- Synotaxus waiwai Agnarsson, 2003

## Tupua
Tupua Platnick, 1990
- Tupua bisetosa Platnick, 1990
- Tupua cavernicola Platnick, 1990
- Tupua raveni Platnick, 1990
- Tupua troglodytes Platnick, 1990

## Zeatupua
Zeatupua Fitzgerald & Sirvid, 2009
- Zeatupua forsteri Fitzgerald & Sirvid, 2009